# Zsako-Muskelphänomen
Das Zsako-Muskelphänomen ist eine 1,5 bis 2,5 Stunden nach Eintritt des Todes auftretende mechanische Erregbarkeit der Skelettmuskulatur und somit zur Todeszeitbestimmung geeignete Methode.
Es kann durch Anschlagen mit dem Perkussionshammer im Bereich der Musculi interossei über dem Handrücken geprüft werden. Es kommt zur Fingeradduktion. An der vorderen Oberschenkelmuskulatur bewirkt das Anschlagen im unteren Drittel ein Hochziehen der Kniescheibe und an der Muskulatur zwischen den Schulterblättern verursacht es eine Annäherung der Schulterblätter.